# 臺灣文藝聯盟
臺灣文藝聯盟成立於昭和九年（1934年）5月6日。該聯盟為台灣日治時期成立的民間文學組織，為臺灣文藝作家的大集結，許多路線或派別不同的新文學運動者皆參與其中。這是面對1930年代政治運動轉進文化抗爭的新局面。
該聯盟先後在嘉義、埔里、佳里、東京等地成立台灣文藝聯盟支部，並且先後在台北、台南、嘉義各地舉行文藝座談會；發行機關雜誌《台灣文藝》。
1935年，楊逵等人因文學理念與主事者張深切、張星建等人不同，脫離該聯盟，另外發行《台灣新文學》。楊逵的離開，聯盟的組織有些鬆動，終在昭和十一年（1936年）8月底解散。

## 成立時間、地點、主要成員
聯盟成立於昭和九年（1934年）5月6日，最初由賴明弘、張深切等人在台中市小西湖咖啡廳的「全島文藝大會」發起，之後集結多位台灣文學作家組成，賴和、賴慶、賴明弘、何集璧、張深切為常務委員，其中賴和更被推選為委員長，賴和辭去後眾人則改推張深切為常務委員長。

成員除於當天發表「台灣文藝聯盟第一次文藝大會宣言」與「台灣文藝聯盟章程」外，推選出北、中、南部的委員，北部委員有黃純青、黃得時、林克夫、廖毓文、吳逸生、趙櫪馬、吳希聖、徐瓊二；中部委員有賴慶、賴明弘、何集璧、張深切、賴品；南部有郭水潭、蔡秋桐。

舉辦成立大會之前，台灣文藝聯盟的籌備人員發函邀請眾多台灣人作家。賴明弘〈臺灣文藝聯盟創立的斷片回憶〉一文中收錄了邀請出席名單，名單內容如下：

北部：黃純青、黃得時、郭秋生、林克夫、廖毓文、朱點人、吳逸生、趙櫪馬、吳淡梅、黃湘蘋、蔣子敬、楊天佑、簡進發、謝廉清、劉捷、李金鐘、黃洪炎、陳逢源、王詩琅、徐瓊二、陳鏡波、吳希聖、張維賢、林煇焜、李春霖、陳君玉、吳劍亭、何春喜、黃啟瑞、李清池、洪耀勳、林堅如、陳泗汶、李慕平、江賜金、高肇藩、邱耿光、楊雲萍、李獻璋。

南部：張長安、蔡秋桐、郭水潭、吳新榮、黃石輝、吳澄淵、謝星樓、徐玉書、陳海參、楊敬亭、胡彬彬、吳長卿、王開運、陳幼謙、郭翠玉、李佩峰、謝萬安、鄭盤銘、張榮宗、楊逵、楊華。

中部：陳清池、賴和、黃病夫、陳虛谷、莊明鐺、楊松茂、林攀龍、周定山、吳慶堂、林幼春、吳祈、葉融其、施炳煌、林敬璋、葉榮鐘、莊垂勝、陳臥薪、黃菊次郎、林茂泮、黃廣東、吳宗敬、鐵骨生、郭明欽、魏根萱、林松水、林文騰、賴慶、賴明弘、林越峰、吳步初、鄭徵祥、鄭錫濤、張深切、何集璧。

## 主要活動、歷史定位
該聯盟先後在嘉義、埔里、佳里、東京等地成立台灣文藝聯盟支部，台灣文藝聯盟佳里支部在昭和十年（1935年）6月1日成立，由郭水潭、吳新榮、林芳年、徐清吉、王登山等人士發起。主要活動包括台北、台南、嘉義各地舉行文藝座談會，以及發行機關雜誌《台灣文藝》，自1934年11月5日創刊到1936年8月28日發行第3卷第7、8合刊，一共出了15期。
研究者黃武忠對於該聯盟與《台灣文藝》給予以下的歷史定位：「(1)台灣文藝聯盟各支部成立之後，聲勢浩大，不僅代表台灣文壇，而且也是台灣知識份子的精神堡壘。(2)文藝聯盟成立後，台灣知識分子有了精神支柱，有了發表的舞台，更以『文聯』為中心，文學同路者也更緊密的結合起來。(3)台灣文學運動，其具有意識性、形象性、具備性，實即由於台灣文藝聯盟的成立而發軔發展。(4)其機關刊物：台灣文藝雜誌，為台灣人創辦的文藝雜誌中壽命最長、作家最多、對於文化影響最大的雜誌。(5)《台灣文藝》以台中為中心，網羅了全島作家，並且與東京支部保持密切聯絡，為台灣的新文學運動，留下了光輝的一頁。(6)至這一階段，台灣新文學運動，已漸漸脫離政治的聯繫，走向純文學的境界。」

## 機關雜誌《台灣文藝》的發展概況

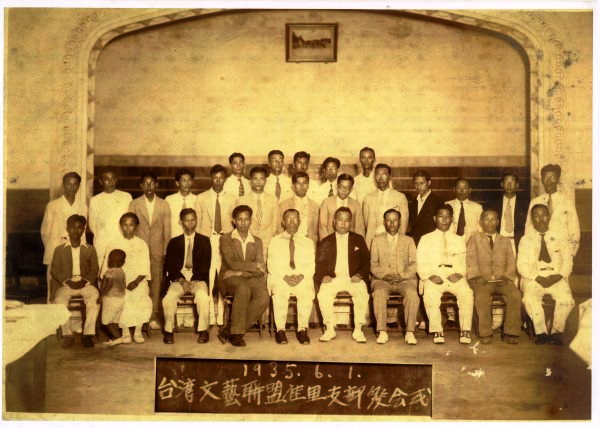
1935年台灣文藝聯盟佳里支部會式，坐者左起張深切、葉陶（兩人中間小孩為楊逵長子楊資崩）、○○○、石錫純、林茂生、王烏硈、○○○、毛昭癸、○○○、吳乃占。立者前排右起吳新榮、王登山、○○○、○○○、吳萱草、王詩琅、郭水潭、○○○、曾對、○○○、鄭國津、○○○、黃清澤。立者後排右起林精鏐（後改名林芳年）、徐清吉、○○○、郭維鐘、葉向榮。以上係香雨書院創辦人淨慧居士綜合楊建、羊子喬、吳南圖、郭昇平四人指認並參照吳新榮、郭水潭當年6月1日日記整理。打○○○者係四人均無法指認。日記上列名，但不在上述指認名單者尚有黃大賓、郭丙寅、黃平堅、陳桃琴等，郭維鐘則來自其孫女郭晏緹之指認。

張星建為編輯兼發行人、張深切為委員長，楊逵任日文欄編輯，常務委員有賴和、賴慶、賴明宏等人，參與作家還有黃純青、黃得時、林克夫等。其會誌為《台灣文藝》，於當年11月創辦，由台中中央書局發行，該雜誌漢文、日文、台灣話文皆可投稿，屬於月刊，內容分為評論、小說、戲曲、詩、隨筆、學術研究六個部分。該聯盟的文學理念，張深切認為台灣文學不該建築在既成的中國、日本、歐美路線，而應建築在台灣的「真」、「實」之上，因此台灣文藝聯盟及其文藝雜誌不標榜特定的意識型態，致力於文藝大眾化，容納許多不同理念的台灣作家。然而，由於內外條件的轉變，《台灣文藝》逐漸偏重文藝性，注重文藝之政治功能的楊逵，結合日本左翼作家，於昭和十年（1935年）底另創社團並發行新刊物《台灣新文學》。臺灣文藝聯盟除了發行機關刊物《台灣文藝》外，也不定期召開文藝演講會、座談會，發行畫冊等，在嘉義、埔里、佳里、豐原、鹿港、東京、台北等地成立分部。昭和十一年（1936年）8月《台灣文藝》雜誌停刊後，文藝聯盟也跟著銷聲匿跡了。